# Parco nazionale di Kora
Il Parco nazionale di Kora è una area naturale protetta del Kenya istituita nel 1989 che si trova nella contea di Tana River, nel Kenya centrale.

## Storia del parco
Nel 1974 venne istituita la Game Reserve di Kora che poi divenne parco nazionale nel 1989, secondo la Legal Notice N. 339, del 6 ottobre 1989.
Il parco è noto per essere stato per molti anni la sede di lavoro del famoso naturalista inglese George Adamson chiamato dai locali Baba ya Simba che in lingua swahili significa "Il padre dei leoni". Adamson si trasferì giovanissimo in Kenya e dedicò tutta la sua vita allo studio della natura e in particolare alla vita dei leoni. Dopo aver lavorato monti anni come Ranger nel dipartimento della caccia del Kenya, nel 1970, oramai pensionato, si trasfeì nella riserva di Kora, per continuare il suo lavoro dedicato alla riabilitazione per la reintroduzione in natura di grandi felini orfani o in cattività. Il 20 agosto 1989, all'età di 83 anni, George Adamson fu ucciso, in circostanze mai del tutto chiarite, da dei bracconieri, vicino alla sua base a Kambi ya Simba, dove è stato sepolto.
Pochi mesi dopo la morte di Adamson, la Riserva di Kora fu nominata Parco nazionale, nella speranza di preservare e continuare il lavoro di conservazione di George Adamson.

## Territorio
Il parco nazionale di Kora ha una superficie di 1.787 km² ed occupa l'area settentrionale della contea di Tana River. Il limite nord del parco è segnato per 65 km dal fiume Tana, mentre il limite orientale e meridionale è segnato dal fiume Mwitamvisi, un affluente del Tara, il lato ovest è costituito dal confine fra le contee di Tana River e Kitui.
La superficie del terreno degrada dolcemente da un'altitudine di 490 m a sud-ovest a circa 270 m nel nord-est. La zona centrale è formata da una pianura ondulata attraverso la quale spuntano le creste rocciose di inselberg. Tra le più alte il Mansumbi (488 m), il Kumbulanwa (450 m) e il Kora Rock (442 m). Il parco ha anche parecchi fiumi stagionali.
Il parco di Kora è contiguo ad altre quattro aree protette del Kenya, o nord, oltre il fiume Tana, ci sono il Parco nazionale di Meru (nord-ovest), la Riserva nazionale di Bisanadi (nord), e la Riserva nazionale di Rahole (nord-est), ad ovest la Riserva nazionale di Mwingi. Il parco di Kora, insieme a quello di Meru e alle riserve di Bisanadi e Mwingi formano l'area di conservazione di Meru (Meru Conservation Area o MCA), un territorio di circa 4.000 km² che nel 2010 è stato proposto per essere designato patrimonio dell'umanità protetto dall'UNESCO. La propostà è tuttora in esame.
Il parco si trova all'interno dell'ecoregione della Boscaglia e macchia di Acacia-Commiphora settentrionale
La regione ha un clima semi-arido tropicale. Le piogge sono strettamente associate al cambiamento di quota, con il lato nord-occidentale che riceve più precipitazioni rispetto alla parte sud-orientale. La piovosità annuale varia fra circa 700 mm all'anno a nord, a circa 500 mm nella zona meridionale.

## Biodiversità
Una spedizione congiunta della Royal Geographic Society e dei National Museums of Kenya è stata anche effettuata tra il 1982 e il 1985 (Kora Research Project 1982-85) per studiare la flora, la fauna e il suolo della allora riserva di Kora. Lo studio ha evidenziato che nel parco sono presenti circa 720 specie di piante, delle quali 49 endemiche del parco stesso. Sono stati condotti studi ecologici sulla boscaglia di Acacia-Commiphora, classificazione del territorio e stime di fitomassa. Sono stati studiati e presi campioni delle formazioni naturali di inselberg, delle popolazioni ittiche del fiume Tana, delle comunità di artropodi lungo il fiume e delle popolazioni di piccoli mammiferi. Sono stati documentati anche i più grandi mammiferi, uccelli, rettili e anfibi, molluschi e insetti della canopia.

Tutti questi risultati sono stati documentati in una monografia dagli studiosi Malcolm Coe e Nicholas Mark Collins.
L'area è caratterizzata dalla presenza di gruppi di associazioni di piante in funzione del tipo e profondità del suolo, tipo di roccia sottostante e topografia. Ad esempio, il gruppo di comunità Cordia sinensis - Lawsonia inermis si trova di solito nelle pianure alluvionali lungo il fiume Tana, dove i suoli sono profondi e l'acqua è sempre disponibile. La Tephrosia noctiflora è per lo più associata e dominante nelle aree sensibili alle inondazioni. Le aree dominate dalle specie di Acacia bussei hanno suoli principalmente con un alto contenuto di calce mentre le specie Commiphora rostrata dominano le aree con suoli poco profondi. L'ampia area del parco è dominata da varie specie di Commiphora, in particolare Commiphora africana, Commiphora holtziana e Commiphora boiviniana intervallate da Lannea triphylla e Lannea greenwayi, che formano una fitta boscaglia. Le pianure ondulate sono dominate dalla comunità vegetale di Acacia mellifera e specie di Commiphora che forma una zona di transizione tra le pianure non rilevate con l'Acacia mellifera - la comunità vegetale di Dousperma eremophilum e le pianure sezionate caratterizzate da comunità di specie di Commiphora - Acacia tortilis.
Il parco di Kora ospitava una notevole quantità di specie animali allo stato libero fra cui leoni, elefanti africani, caracal, ghepardi, iene, leopardi africani, e diversi tipi di antilopi. Purtroppo il bracconaggio e altre attività illegali, quali il pascolo incontrollato del bestiame, hanno portato alla quasi totale estinzione della fauna e a un grave danneggiamento degli habitat naturali.